# Saint-Étienne-le-Molard
Pour les articles homonymes, voir Saint-Étienne (homonymie) et Molard.
Saint-Étienne-le-Molard est une commune française située dans le département de la Loire en région Auvergne-Rhône-Alpes, et faisant partie de Loire Forez Agglomération.

## Géographie

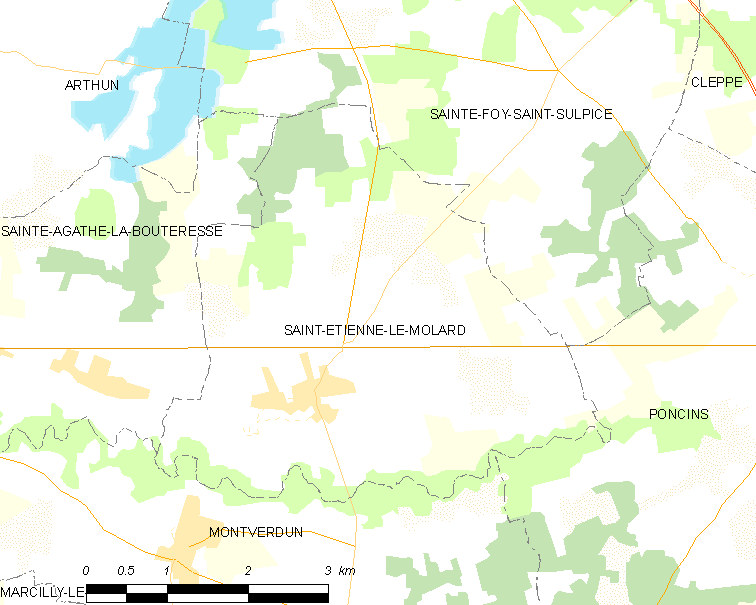
Localisation du village et des communes aux alentours

Saint-Étienne-le-Molard fait partie du Forez dans le département de la  Loire en Auvergne-Rhône-Alpes.
|                             |                         | Sainte-Foy-Saint-Sulpice |
| Sainte-Agathe-la-Bouteresse | Saint-Étienne-le-Molard |                          |
| Montverdun                  |                         | Poncins                  |

### Climat
Pour des articles plus généraux, voir Climat d'Auvergne-Rhône-Alpes et Climat de la Loire.
En 2010, le climat de la commune est de type climat océanique dégradé des plaines du Centre et du Nord, selon une étude du Centre national de la recherche scientifique s'appuyant sur une série de données couvrant la période 1971-2000. En 2020, Météo-France publie une typologie des climats de la France métropolitaine dans laquelle la commune est exposée à un climat de montagne ou de marges de montagne et est dans la région climatique  Nord-est du Massif Central, caractérisée par une pluviométrie annuelle de 800 à 1 200 mm, bien répartie dans l’année. 
Pour la période 1971-2000, la température annuelle moyenne est de 10,8 °C, avec une amplitude thermique annuelle de 16,6 °C. Le cumul annuel moyen de précipitations est de 700 mm, avec 8,5 jours de précipitations en janvier et 6,7 jours en juillet. Pour la période 1991-2020, la température moyenne annuelle observée sur la station météorologique de Météo-France la plus proche, « Boën-sur-Lignon », sur la commune de Boën-sur-Lignon à 7 km à vol d'oiseau, est de 11,8 °C et le cumul annuel moyen de précipitations est de 629,5 mm,. Pour l'avenir, les paramètres climatiques de la commune estimés pour 2050 selon différents scénarios d'émission de gaz à effet de serre sont consultables sur un site dédié publié par Météo-France en novembre 2022.

## Urbanisme

### Typologie
Au 1er janvier 2024, Saint-Étienne-le-Molard est catégorisée commune rurale à habitat dispersé, selon la nouvelle grille communale de densité à sept niveaux définie par l'Insee en 2022.
Elle appartient à l'unité urbaine de Boën-sur-Lignon, une agglomération intra-départementale regroupant sept  communes, dont elle est une commune de la banlieue,,. La commune est en outre hors attraction des villes,.

### Occupation des sols
L'occupation des sols de la commune, telle qu'elle ressort de la base de données européenne d’occupation biophysique des sols Corine Land Cover (CLC), est marquée par l'importance des territoires agricoles (78,4 % en 2018), en diminution par rapport à 1990 (84,1 %). La répartition détaillée en 2018 est la suivante : 
prairies (58 %), forêts (15,9 %), terres arables (11,5 %), zones agricoles hétérogènes (8,9 %), zones urbanisées (5,7 %). L'évolution de l’occupation des sols de la commune et de ses infrastructures peut être observée sur les différentes représentations cartographiques du territoire : la carte de Cassini (XVIIIe siècle), la carte d'état-major (1820-1866) et les cartes ou photos aériennes de l'IGN pour la période actuelle (1950 à aujourd'hui).

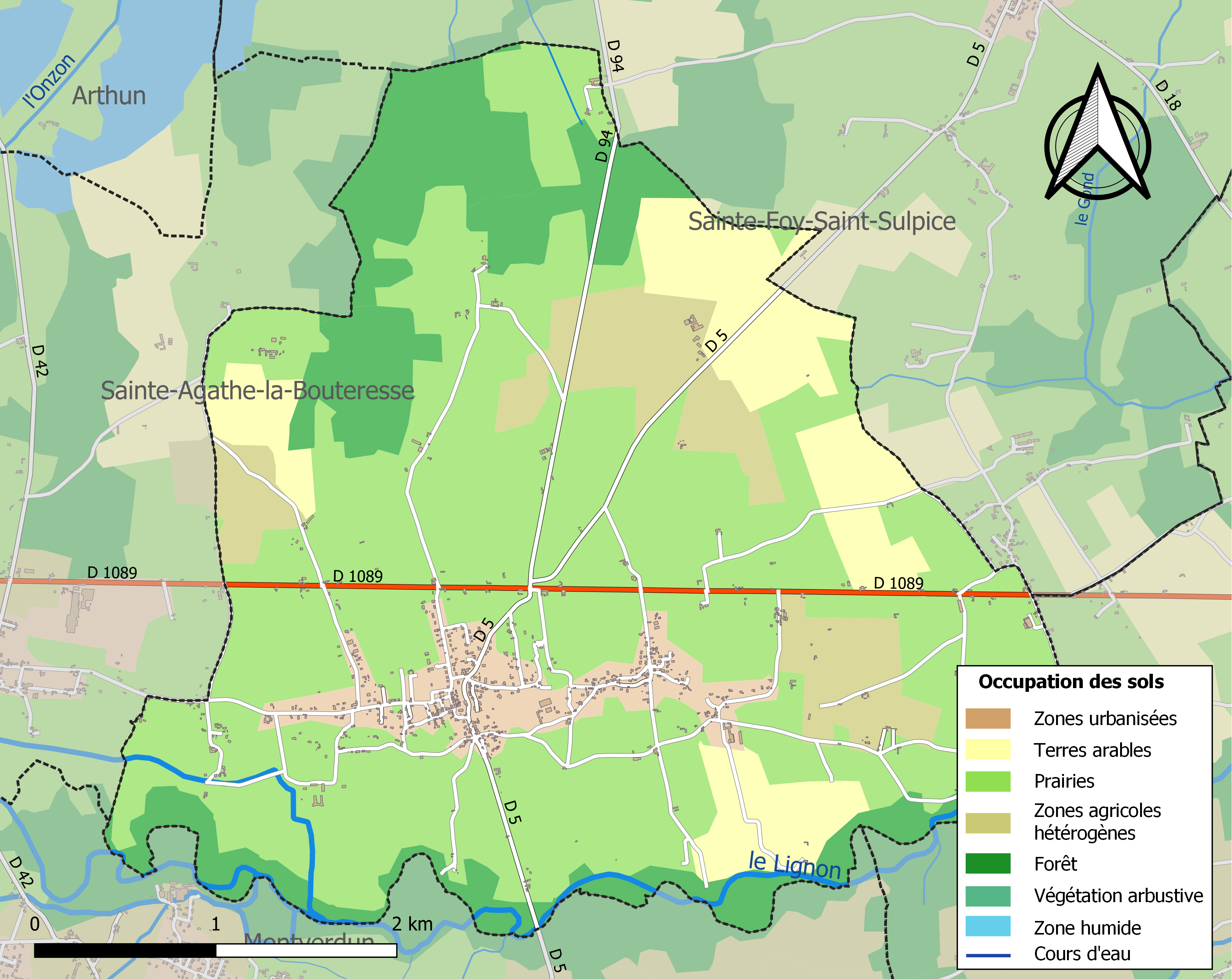
Carte des infrastructures et de l'occupation des sols de la commune en 2018 (CLC).

## Toponymie
Molard : du franco-provençal molar (« élévation de terrain, gros tas de terre ou de pierres, tertre »).

## Politique et administration
| Période                                  | Période  | Identité               | Étiquette | Qualité |
| ---------------------------------------- | -------- | ---------------------- | --------- | ------- |
| Les données manquantes sont à compléter. |          |                        |           |         |
| 2015                                     | En cours | Michelle Jourjon       | ??        |         |
| 2014                                     | 2015     | Daniel Charlin         | ??        |         |
| 2011                                     | 2014     | Alain Flachat          | ??        |         |
| 2008                                     | 2011     | Pierre Chossonnery     | ??        |         |
| 2001                                     | 2008     | Alain Flachat          | ??        |         |
| 1983                                     | 2001     | Michel Dury            | ??        |         |
| 1976                                     | 1983     | Claude Tissier         | ??        |         |
| 1943                                     | 1976     | Michel Jacquet         | ??        |         |
| 1940                                     | 1943     | Jean-Louis Persigny    | ??        |         |
| 1912                                     | 1940     | Joannès Jacquet        | ??        |         |
| 1909                                     | 1912     | Jean Grange            | ??        |         |
| 1904                                     | 1909     | Léonard Fouillouse     | ??        |         |
| 1901                                     | 1904     | Claude Taite           | ??        |         |
| 1886                                     | 1901     | Barthélémy Perrin      | ??        |         |
| 1881                                     | 1886     | Lambert Volle          | ??        |         |
| 1879                                     | 1881     | Michel Jacquet         | ??        |         |
| 1875                                     | 1879     | Joseph Jacquet         | ??        |         |
| 1859                                     | 1875     | Claude Jacquet         | ??        |         |
| 1853                                     | 1859     | Louis David            | ??        |         |
| 1848                                     | 1853     | Barthélémy Perreaud    | ??        |         |
| 1846                                     | 1848     | Pierre Perrin          | ??        |         |
| 1843                                     | 1846     | Jacques Chanut         | ??        |         |
| 1837                                     | 1843     | Pierre Perrin          | ??        |         |
| 1836                                     | 1837     | Michel Jacquet         | ??        |         |
| 1826                                     | 1836     | Ernest Puy de la Bâtie | ??        |         |
| 1818                                     | 1825     | Jacques Coste          | ??        |         |
| 1804                                     | 1818     | Pierre Puy de la Bâtie | ??        |         |
| 1800                                     | 1804     | Antoine Thévenet       | ??        |         |
| 1795                                     | 1800     | Georges Cheminal       | ??        |         |
| 1793                                     | 1795     | Jacques Coste          | ??        |         |
| 1793                                     | 1793     | Jean Defarge           | ??        |         |
| 1790                                     | 1793     | Jean Michel            | ??        |         |

Saint-Étienne-le-Molard faisait partie de la communauté de communes du Pays d'Astrée de 1995 à 2016 puis a intégré Loire Forez Agglomération.

## Démographie
L'évolution du nombre d'habitants est connue à travers les recensements de la population effectués dans la commune depuis 1793. Pour les communes de moins de 10 000 habitants, une enquête de recensement portant sur toute la population est réalisée tous les cinq ans, les populations de référence des années intermédiaires étant quant à elles estimées par interpolation ou extrapolation. Pour la commune, le premier recensement exhaustif entrant dans le cadre du nouveau dispositif a été réalisé en 2005.

En 2022, la commune comptait 1 032 habitants, en évolution de +2,18 % par rapport à 2016 (Loire : +1,32 %, France hors Mayotte : +2,11 %).
| 1793 | 1800 | 1806 | 1821 | 1831 | 1836 | 1841 | 1846 | 1851 |
| ---- | ---- | ---- | ---- | ---- | ---- | ---- | ---- | ---- |
| 552  | 564  | 547  | 591  | 581  | 590  | 608  | 622  | 574  |

| 1856 | 1861 | 1866 | 1872 | 1876 | 1881 | 1886 | 1891 | 1896 |
| ---- | ---- | ---- | ---- | ---- | ---- | ---- | ---- | ---- |
| 605  | 626  | 665  | 690  | 757  | 790  | 857  | 895  | 886  |

| 1901 | 1906 | 1911 | 1921 | 1926 | 1931 | 1936 | 1946 | 1954 |
| ---- | ---- | ---- | ---- | ---- | ---- | ---- | ---- | ---- |
| 893  | 834  | 798  | 659  | 607  | 607  | 614  | 600  | 549  |

| 1962 | 1968 | 1975 | 1982 | 1990 | 1999 | 2005 | 2006 | 2010 |
| ---- | ---- | ---- | ---- | ---- | ---- | ---- | ---- | ---- |
| 627  | 620  | 659  | 630  | 625  | 751  | 867  | 874  | 969  |

| 2015  | 2020  | 2022  | - | - | - | - | - | - |
| ----- | ----- | ----- | - | - | - | - | - | - |
| 1 006 | 1 028 | 1 032 | - | - | - | - | - | - |

## Culture locale et patrimoine

### Lieux et monuments
- Le château de la Bastie d'Urfé est un joyau de style Renaissance. Honoré d'Urfé y écrivit le premier roman fleuve de la littérature française, l'Astrée. Ce monument de la Renaissance accueil de nombreux touristes, surtout lors du festival d'été où a lieu de nombreux spectacle et représentation (danse, théâtre, cirque, musique…). Pour plus d'information, se diriger vers l'adresse "http://www.lestivaldelabatie.fr". Un restaurant accueille de nombreux touristes dans ces magnifiques lieux pendant tout la durée du festival à travers des produits régionaux et artisanaux.
- L’église Saint-Étienne de Saint-Étienne-le-Molard comporte un ensemble de trois verrières à personnage (saint Pierre, le Christ montrant ses plaies avec saint Jean et saint Auguste, saint Jacques) réalisé par Raymond Balze et Alexandre Mauvernay.
- Chartre, hameau qui fut une maison de l'ordre du Temple  et dont on ne connaît l'existence qu'a posteriori de la période templière (1367)[18].

### Personnalités liées à la commune
- Claude d'Urfé (1501-1558), gouverneur royal et bailli du Forez, est né au château de la Bastie d'Urfé. Il est le grand-père d'Honoré d'Urfé.
- Honoré d'Urfé (1567-1625), écrivain, rédigea l'Astrée au château de la Bastie d'Urfé.
- Achille François du Chastellet (1759-1794), général de division, né au château de la Bastie d'Urfé.
- Michel Jacquet (1907-1976), homme politique, député de la 7e circonscription de la Loire de 1952 à 1976, est né et mort à Saint-Etienne-le-Molard.

### Blasonnement
|  | Les armoiries de Saint-Étienne-le-Molard se blasonnent ainsi : De gueules à la croix romane d’argent mouvant de la pointe, les extrémités terminées en chef par un cœur, à dextre par un soleil et à senestre par une lune, accolée par une Vierge et saint Jean, le tout du même, chapé ployé de vair, chargé à dextre du buste contourné de Claude d’Urfé et à senestre de celui d’Honoré d’Urfé, tous deux d’argent ; au chef tiercé en pal au 1er et 3e de gueules au rencontre de bœuf d’or, au 2e tranché crénelé d’argent et d’azur. |